# Tácito
Públio Cornélio Tácito ou Caio Cornélio Tácito (em latim: Publius/Gaius Cornelius Tacitus; c. 56 – c. 117) foi um senador e historiador romano nomeado cônsul sufecto para o nundínio de novembro a dezembro de 97 com Marco Ostório Escápula. As porções sobreviventes de suas duas maiores obras — "Anais" e "Histórias" — tratam dos reinados dos imperadores Tibério, Cláudio, Nero e os imperadores do ano dos quatro imperadores (69), um período de tempo que se estende da morte de Augusto, em 14, até a Primeira guerra romano-judaica em 70. Há muitas lacunas nos textos, incluindo uma em "Anais" que corresponde a quatro livros inteiros.
As outras obras de Tácito discutem oratória (no formato de diálogo, Diálogo dos Oradores), a Germânia (Germânia) e a vida de seu sogro, Cneu Júlio Agrícola, o famoso general romano responsável por boa parte da conquista romana da Britânia (Agrícola).
Tácito é considerado um dos grandes historiadores romanos, um dos grandes representantes da Idade da Prata da literatura latina, e é conhecido tanto por sua concisão e pela forma compacta de sua prosa em latim quanto pela sua capacidade analítica dos jogos de poder na política romana de sua época.
Os "Anais" são um dos primeiros registros históricos seculares a mencionarem Jesus Cristo, que Tácito menciona em relação às perseguições aos cristãos de Nero — veja Tácito e os cristãos.

## História
Detalhes sobre sua vida pessoal são escassos. O pouco que se sabe é inferido a partir de pistas espalhadas por toda a sua obra, das cartas de seu amigo e admirador Plínio, o Jovem, e de uma inscrição encontrada em Milasa, na Cária.
Tácito nasceu entre 56 ou 57 em uma família equestre em alguma das províncias do norte da Itália ou na Gália Narbonense. O local exato e a data do nascimento são desconhecidos e até mesmo o seu prenome (primeiro nome) é incerto; nas cartas de Sidônio Apolinário, seu nome é "Caio" (Gaius), mas no maior manuscrito sobrevivente de sua obra o seu nome é "Públio" (Publius). Uma opinião acadêmica sugerindo "Sexto" (Sextus) não obteve aprovação de nenhum dos pares.

### Família e primeiros anos
A maior parte das antigas famílias aristocráticas romanas não sobreviveu às sucessivas proscrições ocorridas no final do período republicano e Tácito deixa claro que ele devia seu status aos imperadores flavianos. A tese de que ele seria descendente de um liberto deriva de um discurso preservado em sua obra que afirma que muitos senadores e equestres eram descendentes de libertos, mas é geralmente disputada.

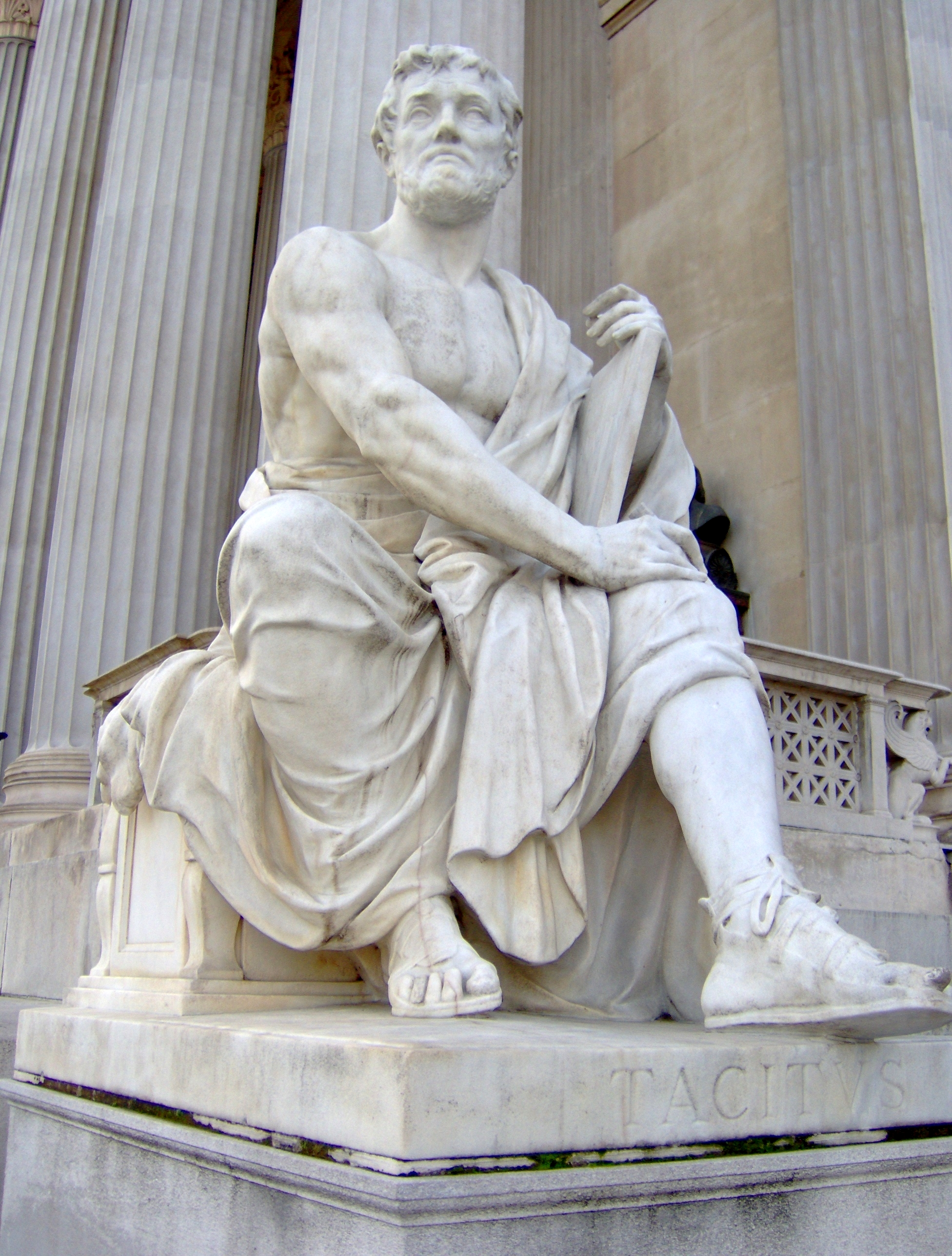
Estátua de Tácito no Parlamento de Viena, Áustria.

Seu pai pode ter sido o Cornélio Tácito que serviu como procurador da Gália Bélgica e Germânia; Plínio, o Velho, menciona que este Cornélio teve um filho que "envelheceu rapidamente", o que geralmente significa que morreu jovem. Não há menção de Tácito ter sofrido uma doença similar a esta, mas é possível que seja uma referência a um irmão se Cornélio de fato for o seu pai. A amizade entre Plínio, o Jovem, e Tácito levou alguns estudiosos a sugerirem que eles eram ambos filhos de ricas famílias provinciais.
A província de seu nascimento permanece indeterminada, embora várias conjecturas sugiram Gália Bélgica, Gália Narbonense ou Gália Cisalpina. Seu casamento com a filha de um senador narbonense, Cneu Júlio Agrícola, favorece a tese de que ele veio daquela província. A dedicação de "Dialogus" a Lúcio Fábio Justo, por outro lado, pode indicar uma relação com a Hispânia e, finalmente, sua amizade com Plínio sugere a Gália Cisalpina. Contudo, não há evidências de que os amigos de Plínio no norte da Itália conhecessem Tácito e nem as cartas de Plínio sugerem que tiveram um passado comum. O próprio Plínio relata que, quando foi perguntado se ele era italiano ou provincial, ele deu uma resposta ambígua e recebeu de volta a pergunta se ele falava de Tácito ou dele próprio. Como Plínio era italiano, alguns inferem, com base nisto, que ele era provavelmente oriundo da Gália Narbonense.
Sua ancestralidade, sua habilidade oratória e seu tratamento simpático em relação aos bárbaros que resistiam ao jugo romano são características que levaram alguns a sugerirem que ele era de origem celta, os ocupantes da Gália antes da chegada dos romanos e famosos por sua oratória.

### Vida pública, casamento e carreira literária
Ainda jovem, Tácito estudou retórica em Roma para se preparar para uma carreira em direito e na política. Como Plínio, é possível que também tenha estudado com Quintiliano. Em 77 ou 78, Tácito se casou com Júlia Agrícola, filha do famoso general Cneu Júlio Agrícola. Pouco se sabe da vida doméstica do casal, exceto que Tácito adorava caçar e o campo. Sua carreira começou depois que ele foi admitido no Senado Romano (adlectio) por Vespasiano e seu primeiro cargo foi o de questor em 81 ou 82, no reinado de Tito. Como esperado, Tácito avançou gradualmente pelo cursus honorum, tornando-se pretor em 88; na mesma época, foi admitido entre os quindecênviro dos fatos sagrados, um dos mais prestigiosos colégios sacerdotais de Roma. Além disto, Tácito também foi ganhando fama como advogado e orador.
Depois do pretorado, Tácito serviu nas províncias entre 89 e 93, seja como tribuno de uma legião ou num posto civil. Tácito conseguiu sobreviver às perseguições durante o reinado de Domiciano (r. 81-96) com sua fortuna intacta, mas a experiência o deixou exausto e possivelmente um pouco envergonhado de sua própria cumplicidade, traços evidentes no ódio à tirania atestado em suas obras. Uma citação de "Agrícola" é ilustrativa:
| “ | Agrícola foi poupado naqueles anos finais durante os quais Domiciano, sem deixar intervalo no tempo ou espaço para respirar, mas, como se sabe, com um golpe contínuo drenou a energia vital do estado. […] Não demorou para que nossas mãos arrastassem Helvídio para a prisão, antes que observássemos o semblante moribundo de Manrico e Rústico, antes que nos manchássemos no sangue inocente de Senécio. Até mesmo Nero virou os olhos e não contemplou as atrocidades ordenadas; com Domiciano, a parte principal de nossa miséria era ver e ser visto, saber que a nossa visão estava sendo gravada. | ” |
|   | — Tácito, Agrícola 44-45. |   |

No começo do reinado de Nerva (97), Tácito foi nomeado cônsul sufecto, o primeiro de sua família a chegar ao posto. Durante seu mandato, atingiu o ápice de sua fama como orador quando discursou no funeral do famoso general Lúcio Vergínio Rufo.
No ano seguinte, Tácito escreveu e publicou "Agrícola" e "Germânia", os primeiros passos de uma carreira literária que ocuparia seus anos finais, e anuncia sua retirada da vida pública, que, contudo, seria retomada durante o reinado de Trajano (r. 98-117). Em 100, ele e Plínio processaram Mário Prisco, ex-procônsul da África, por corrupção. Ele foi considerado culpado e exilado. Plínio escreveu poucos dias depois que Tácito havia falado "com toda majestade que caracteriza seu estilo usual de oratória".
Uma longa ausência da política e do direito se seguiu enquanto ele escrevia "Histórias" e "Anais". Em 112 ou 113, Tácito foi nomeado para um dos dois mais altos cargos disponíveis para a carreira senatorial, o de procônsul da Ásia (o outro é o de procônsul da África), como atesta uma inscrição encontrada em Milasa, na Cária. Uma passagem em "Anais" fixa 116 como terminus post quem para sua própria morte, que pode ter sido em datas tão distantes quanto 125 ou até mesmo 130. Ele sobreviveu a Plínio (m. 113) e, possivelmente, Trajano (m. 117).
Permanece incerto se Tácito teve filhos. A "História Augusta" menciona que o imperador Marco Cláudio Tácito (r. 275-276) alegava ser um descendente de Tácito e ordenou que suas obras fossem preservadas, mas esta história pode ser mais uma invenção do autor desta obra. Sidônio Apolinário relata que Polêmio, um aristocrata galo-romano, é descendente de Tácito, mas o historiador Ronald Syme afirma que esta alegação é pouco crível.

## Obras
Cinco obras atribuídas a Tácito sobreviveram (com lacunas). As datas são aproximadas:
- 98 – "Agrícola" (em latim: De vita Iulii Agricolae)
- 98 – "Germânia" (em latim: De origine et situ Germanorum)
- 102 – "Diálogo dos Oradores" (em latim: Dialogus de oratoribus)
- 105 – "Histórias" (em latim: Histories)
- 117 – "Anais" (em latim: Ab excessu divi Augusti)

### Anais e Histórias
Os "Anais" e as "Histórias", publicados separadamente, tinham como objetivo formar uma única edição com trinta livros. Apesar de "Histórias" ter sido escrita antes de "Anais", os eventos desta precedem os daquela; juntas elas formam uma narrativa que vai da morte de Augusto (14) até a morte de Domiciano (96). Apesar de a maior parte ter se perdido, o que restou é um registro inestimável da história do século I em Roma. A primeira metade dos "Anais" sobreviveu num único manuscrito da Abadia de Corvey e a segunda, num único manuscrito da Abadia de Monte Cassino, o que torna incrível que a obra tenha sobrevivido.

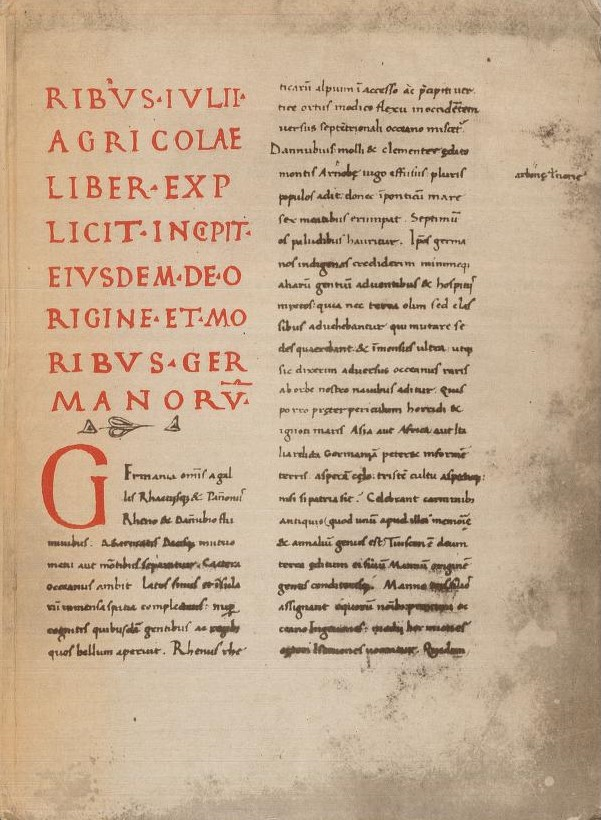
Incipit da Germânia no Codex Aesinas.

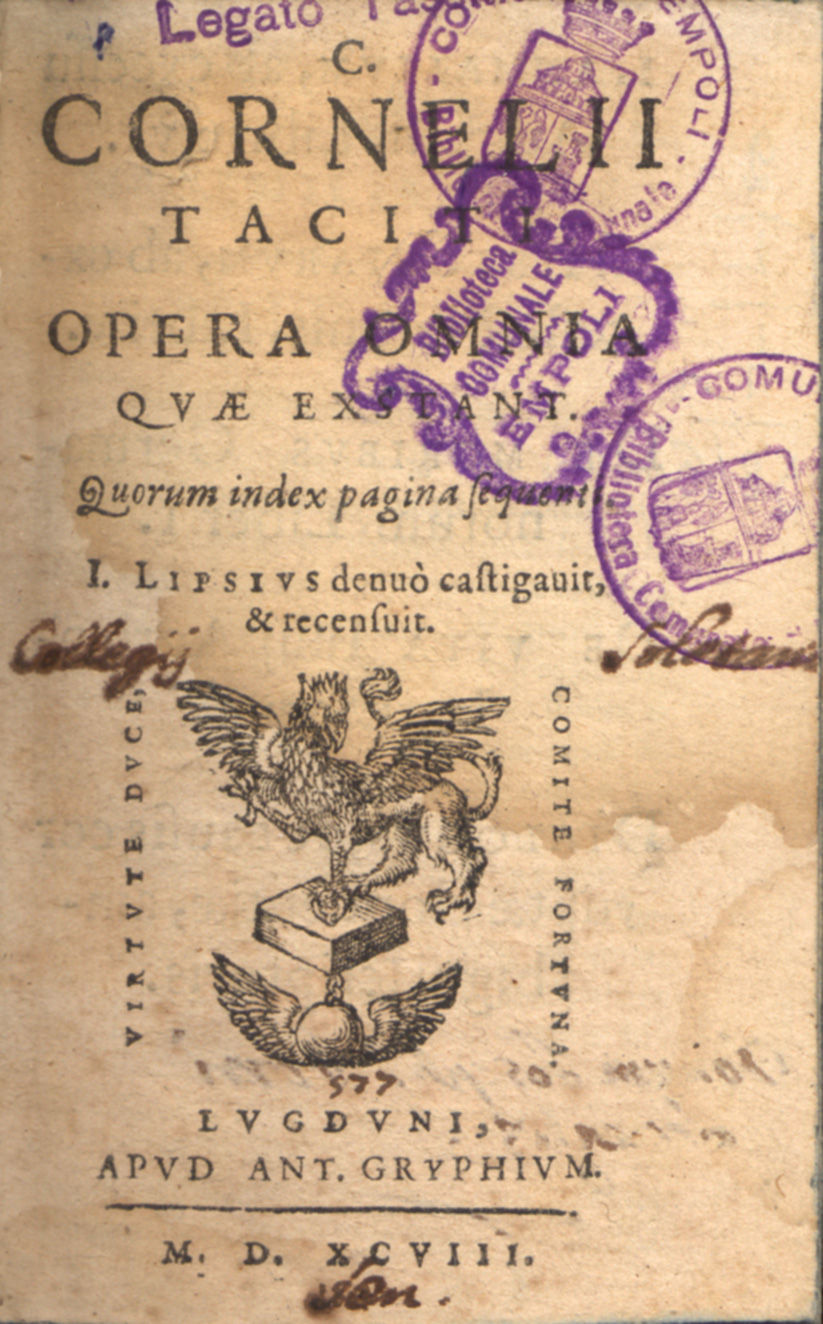
Capa de uma edição das obras completas de Tácito em 1598

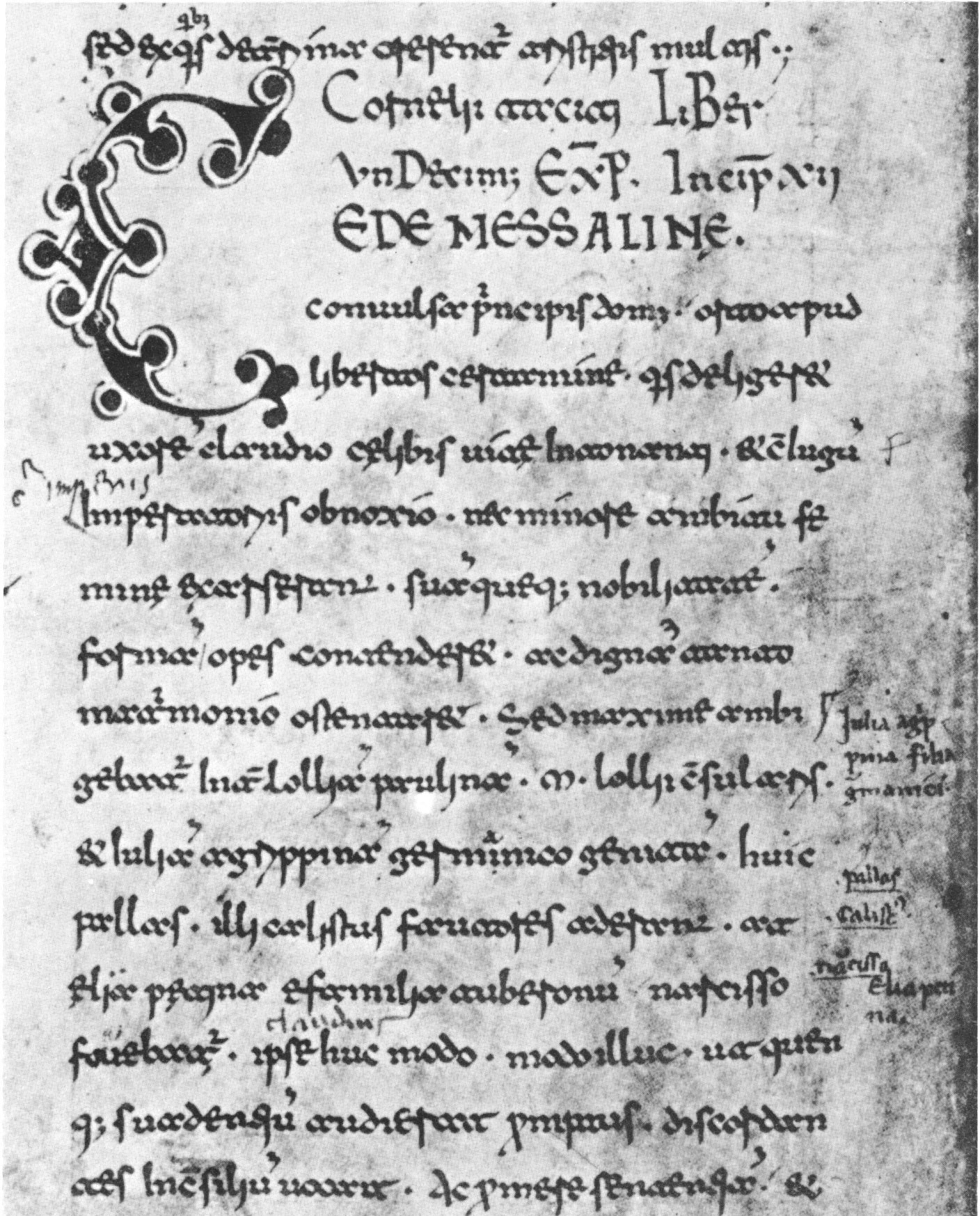
Final do livro 11 e começo do livro 12 de "Anais" (séc. XI).

No primeiro capítulo de "Agrícola", Tácito afirma que queria escrever sobre os anos de Domiciano, Nerva e Trajano. Nas "Histórias", o escopo mudou; Tácito afirma que irá tratar dos reinados destes dois últimos em uma obra posterior e tratou de cobrir o período que vai da guerra civil conhecida como Ano dos quatro imperadores até o final despótico da dinastia flaviana. Apenas os primeiros quatro livros e 26 capítulos de um quinto sobreviveram, cobrindo o ano de 69 e a primeira parte de 70. Acredita-se que obra teria continuado até a morte de Domiciano em 18 de setembro de 96. O quinto livro contém — como prelúdio ao relato da supressão da Grande Revolta Judaica por Tito — uma curta análise etnográfica dos judeus antigos e é um registro inestimável da atitude romana em relação a eles.
Tácito escreveu pelo menos dezesseis livros dos "Anais", mas os livros 7 a 10 e partes dos livros 5, 6, 11 e 16 se perderam. O livro 6 termina com a morte de Tibério e os livros 7 a 12 presumivelmente cobriram os reinados de Calígula e Cláudio. Os livros restantes tratam do reinado de Nero, talvez até sua morte em junho de 68 ou até o final daquele ano como ligação com o começo de "Histórias", mas não sabemos por que segunda metade do livro 16 se perdeu, terminando com os eventos de 66. Também não se sabe se Tácito chegou a completar a obra. Ele certamente morreu antes de conseguir completar seu plano de escrever sobre os reinados de Nerva e Trajano e não há registros de uma obra sobre o reinado de Augusto ou do começo do Império Romano, que ele planejava escrever depois. Os "Anais" são um dos primeiros registros históricos seculares a mencionarem Jesus Cristo, que Tácito menciona em relação às perseguições aos cristãos de Nero — veja Tácito e os cristãos.

### Germânia
"Germânia" (em latim: De Origine et situ Germanorum) é uma obra etnográfica sobre as tribos germânicas que viviam fora do Império Romano e se encaixa numa tradição etnográfica clássica que inclui autores como Heródoto e Júlio César. O livro começa (capítulos 18 a 27) com uma descrição das terras, leis e costumes das várias tribos. Os capítulos finais focam na descrição das próprias tribos, começando com as que viviam mais perto do Império e terminando com uma descrição das que viviam na costa do mar Báltico, como os fenni. Em "Agrícola", Tácito escreveu um texto similar, mas mais curto (capítulos 10 a 13).

### Agrícola
"Agrícola" (em latim: De vita Iulii Agricolae) é uma biografia de Cneu Júlio Agrícola, um proeminente general romano e sogro de Tácito. A obra cobre também, de forma breve, a geografia e a etnografia da antiga Britânia romana. Como em "Germânia", Tácito contrasta favoravelmente a liberdade dos nativos britanos com a tirania e a corrupção do Império. Além disso, a obra contém também eloquentes polêmicas contra a cobiça romana, que termina afirmando que "saquear, assassinar e usurpar com base em mentiras, eles chamam de Império; e onde criam um deserto, eles chamam de paz" (em latim: Auferre trucidare rapere falsis nominibus imperium, atque ubi solitudinem faciunt, pacem appellant), um trecho de um discurso que Tácito afirma ser do líder britano Cálgaco.

### Diálogo dos Oradores
Não há certeza de quando Tácito escreveu "Diálogo sobre Oratória" (em latim: Dialogus de oratoribus). Muitas características do texto o diferenciam das outras obras dele e, por isso, sua autenticidade tem sido questionada. É provável que seja uma obra mais antiga, da época de seus estudos sobre retórica, especialmente por causa de seu estilo, que imita principalmente o do famoso orador Cícero. Ela não tem (por exemplo) as incongruências que são típicas de sua obra histórica mais madura. Ela foi dedicada a Lúcio Fábio Justo, governador da Síria e cônsul sufecto em 102.

## Estilo literário
As obras de Tácito são conhecidas por sua densa prosa que raramente minimiza os fatos, em contraste com o estilo de alguns de seus contemporâneos, como Plutarco. Quando ele escreveu sobre uma quase-derrota do exército romano em "Anais", ele o faz com brevidade e sem embelezamentos desnecessários. Na maioria de suas obras, ele mantém a ordem narrativa cronológica, raramente revelando um contexto mais amplo e deixando que o leitor construa este contexto por si mesmo. Apesar disto, quando ele o faz, como por exemplo nos parágrafos iniciais de "Anais", ele utiliza umas poucas frases condensadas que levam o leitor diretamente ao centro da história.

### Abordagem histórica
O estilo histórico de Tácito deve muito a Salústio. Sua historiografia oferece a sua perspectiva perspicaz sobre as jogadas de poder, misturando descrições de eventos, lições de moral e relatos dramáticos bem focados. Sua própria declaração a respeito de sua abordagem histórica é bem conhecida: "meu objetivo é relatar […] sem nem raiva e nem zelo, motivos dos quais estou muito distante" (em latim: "inde consilium mihi … tradere … sine ira et studio, quorum causas procul habeo").
Tem havido muito debate acadêmico sobre a "neutralidade" de Tácito. Por toda sua obra, ele se preocupa com o balanço de poder entre o Senado e os imperadores e com a crescente corrupção das classes sociais governantes de Roma conforme elas se ajustavam com a sempre crescente riqueza e o inigualável poder do Império. Na opinião de Tácito, os senadores desperdiçaram sua herança cultural — a liberdade de expressão — para aplacar os (raramente bondosos) imperadores.
Ele notou a crescente dependência do imperador da boa vontade de seus exércitos. Os júlio-claudianos eventualmente cediam a seus generais, que seguiram Júlio César (e Sula e Pompeu) ao reconhecer que o poderio militar poderia assegurar o poder político em Roma:
| “ | Tão bem-vinda quanto a morte de Nero havia sido numa primeira explosão de alegria, mas ainda sem levantar variadas emoções em Roma, entre senadores, o povo ou na soldadesca na capital, ela também excitou todas as legiões e seus generais; pois agora havia sido divulgado o segredo do Império, que imperadores podem ser feitos em outros lugares que não Roma. | ” |
|   | — Tácito, Histórias I.4. |   |

A carreira política de Tácito foi vivida principalmente na época de Domiciano. Esta experiência de tirania, corrupção e decadência desta era (81-96) pode explicar a amargura e a ironia de sua análise política. Ele direciona a atenção do leitor para os perigos do poder sem prestação de contas, do amor ao poder sem princípios e da apatia e corrupção engendradas pela concentração das riquezas geradas pelo comércio e pelas conquistas do Império.
Apesar disto, a imagem que ele constrói de Tibério nos seis primeiros livros de "Anais" não é exclusivamente sombria e nem recebe sua aprovação: a maior parte dos estudiosos a avaliam como predominantemente "positiva" nos primeiros livros e predominantemente "negativa" depois do relato das intrigas de Lúcio Élio Sejano. A apresentação de Tibério nos primeiros capítulos do primeiro livro é dominada pelo que Tácito vê como hipocrisia do novo imperador e seus aliados em relação aos senadores. Nos livros finais, algum respeito é evidente, especialmente pela inteligência do idoso imperador em assegurar sua própria posição.
No geral, Tácito não teme elogiar e nem criticar a mesma pessoa, geralmente notando o que ele acredita ser as mais e as menos admiráveis características das pessoas. Uma das marcas registradas de Tácito é evitar tomar posições de forma conclusiva a favor ou contra as pessoas que ele descreve, o que levou variados autores a interpretarem suas obras como sendo tanto a favor como contra o sistema imperial (em oposição ao republicano).

### Estilo de prosa
O latim de Tácito é muito elogiado e seu estilo, embora tenha grandeza e eloquência (graças à sua educação retórica), é extremamente conciso e até mesmo epigramático — as sentenças raramente fluem ou são belas, mas seus pontos são sempre claros. Esse estilo tem sido descrito como "duro, desagradável e espinhoso" e "grave, conciso e vigorosamente eloquente".
Uma passagem de Anais (I.1), na qual Tácito lamenta o estado da historiografia acerca dos quatro últimos imperadores da dinastia júlio-claudiana ilustra seu estilo:
| Tiberii Gaique et Claudii ac Neronis res florentibus ipsis—ob metum—falsae, postquam occiderant—recentibus odiis—compositae sunt. |  | Os atos de Tibério, Caio e Cláudio e também os de Nero enquanto vivos — por causa do medo — eram falsos, depois que morreram — com um ódio recente — foram escritos. |
| (pontuação e quebras de linhas adicionadas para aumentar a clareza)                                                               |  | |

Comparado aos autores da Idade de ouro da literatura latina, do período de Cícero, quando as sentenças geralmente tinham o comprimento de um parágrafo e eram artisticamente construídas, com pares aninhados de frases sonoras cuidadosamente combinadas, o estilo de Tácito é curto e direto. Mas é também bastante individual. Há três formas de dizer "e" na primeira frase (-que, et e ac) e especialmente a combinação da segunda e terceira linhas. Elas são paralelas no sentido mas não no som; os pares de palavras terminando em "…-entibus …-is" são colocados de forma a romper deliberadamente com as convenções ciceronianas — com as quais o leitor teria que estar familiarizado para perceber a novidade do estilo de Tácito. Alguns leitores, no passado e hoje, consideram este constante jogo de expectativas meramente irritante. Outros, percebendo a ruptura deliberada, jogando contra o evidente paralelismo das duas linhas, acham que seja estimulante e intrigante.
Suas obras histórias focam nas motivações internas dos personagens, mas é questionável o quanto a percepção de Tácito está correta e o quanto esta motivação é mais convincente apenas por causa da habilidade retórica de Tácito. Ele está no seu melhor quando expõe hipocrisia e dissimulações, como quando ele conta como Tibério recusou o título de pater patriae e, logo em seguida, relembra a instituição de uma lei que proibia qualquer discurso ou obras "traidores" — e a quantidade de execuções frívolas que resultaram dela. Em outra parte, Tácito compara a distribuição pública de ajuda humanitária de lenha ao seu fracasso em impedir as perversões e abusos de poder que ele próprio havia iniciado. Apesar deste tipo de insight tenha lhe valido elogios, Tácito também foi criticado por ignorar o contexto mais amplo dos fatos.
Tácito deve muito, na linguagem e no método, a Salústio e Amiano Marcelino é o historiador posterior cujo estilo mais se aproxima ao seu.

## Estudos e legado
É conhecida a frase de Plínio, o Jovem, sobre Tácito:
| “ | Eu prevejo, e minhas previsões não falham, que suas histórias serão imortais. Auguror nec me fallit augurium, historias tuas immortales futuras. | ” |

Tácito não foi muito lido na Antiguidade Tardia e ainda menos na Idade Média, como revelam a ínfima quantidade de manuscritos que preservaram suas obras. Sua antipatia em relação a judeus e cristãos de sua época — ele relata com condescendência sem emoções o sofrimento deste últimos em Roma durante a perseguição de Nero — fizeram dele um autor impopular. Ele foi redescoberto, porém, durante o Renascimento, cujos autores ficaram impressionados com sua apresentação dramática da época imperial.
Ele tem sido descrito como "o maior historiador que o mundo romano já produziu". A Enciclopédia Britânica (1911) opina que ele "está indiscutivelmente no posto mais alto entre os homens letrados de todas as eras". Sua obra foi lida por suas lições de moral, por sua narrativa dramática e por seu estilo de prosa. Fora do campo da história, a influência de Tácito é mais proeminente na área da teoria política. Segundo Giuseppe Toffanin, suas lições políticas caem, grosso modo, em dois campos: os "tacitistas vermelhos", que usam Tácito para defender os ideais republicanos, e os "tacitistas pretos", que o leem como uma lição de realpolitik maquiavélico.
Embora sua obra seja a nossa fonte mais confiável para a história deste período, sua acurácia factual já foi ocasionalmente questionada. Os "Anais" são baseados parcialmente em fontes secundárias e há alguns erros óbvios, como, por exemplo, a confusão entre as duas filhas de Marco Antônio e Otávia Menor, que foram chamadas de Antônia. Este tipo de lapso ocasional era comum também na obra de Suetônio. "Histórias", por outro lado, foi escrito com base em fontes primárias e a partir de um conhecido testemunhal do período flaviano e é, portanto, uma obra muito mais acurada.